# エレーナ・ザモロドチコワ

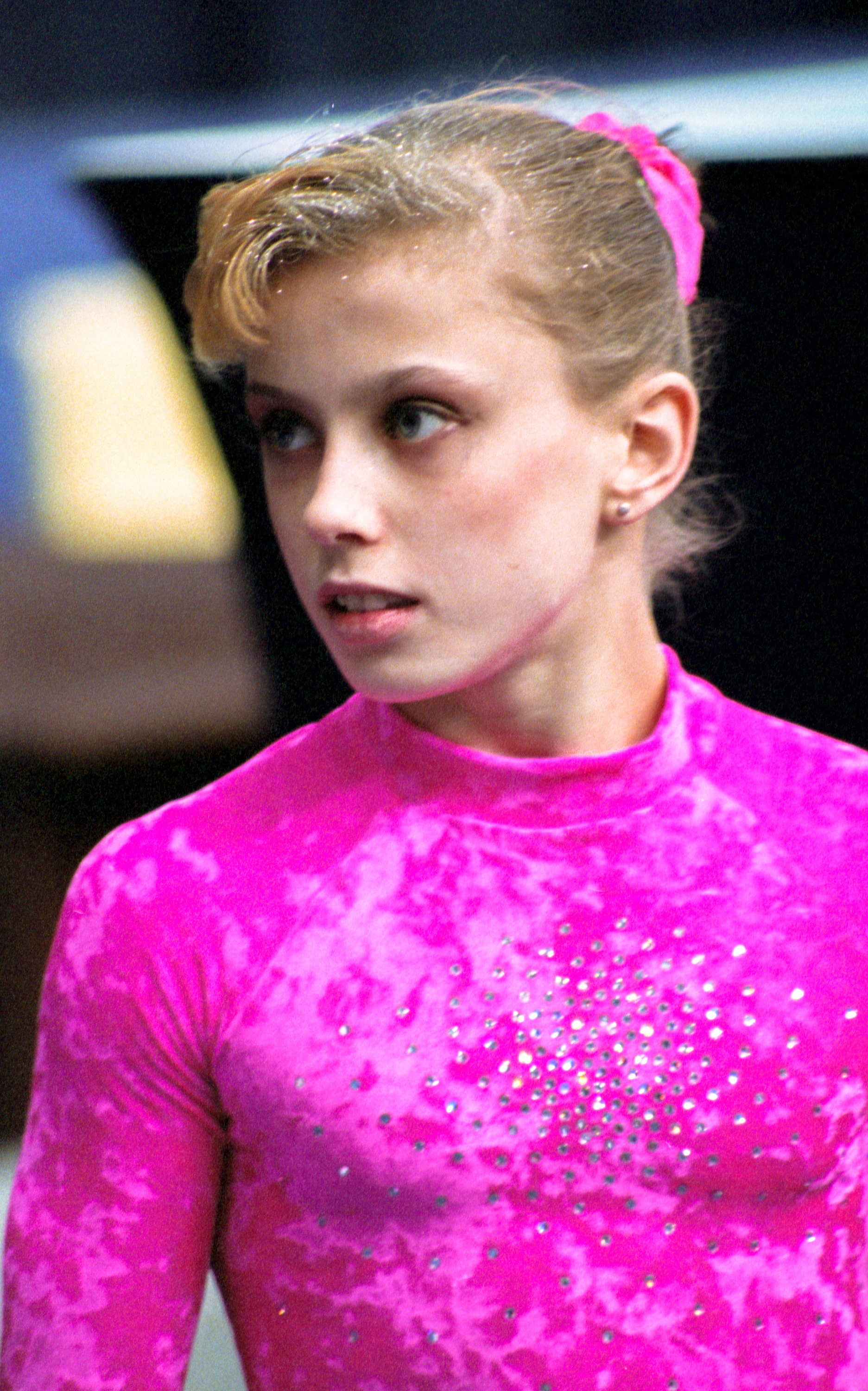
エレーナ・ザモロドチコワ

エレーナ・ザモロドチコワ（Елена Михайловна Замолодчикова イェレーナ・ミハイロヴナ・ザモロドゥチコヴァ 1982年9月19日-）はロシア、モスクワ出身の女子体操選手。

## 人物
英語表記は「Elena Zamolodchikova」が一般的だが、名前の発音が「イェレーナ」に近いため「Yelena」と表記する事もある。6歳から体操を始め、十代で引退する選手が多い女子体操界で珍しく26歳を過ぎても競技を続けた。ホルキナ引退後のロシアナショナルチームを引っ張っている。2000年にはロシア軍少佐であった父親がチェルノブイリ原発事故の後処理による被爆が原因で他界、2005年には母親も他界している。兄弟はいない。2001年にはプーチン大統領（当時）よりロシア軍における中尉の階級を与えられ、現在は軍のスポーツクラブに所属している。非常に練習量の多い選手としても知られ、天性のバネと筋力を活かし、跳馬とゆかを特に得意としている。試合で「ユルチェンコ2回半ひねり」を成功させた最初の女子選手であるが、国内大会での成功だったため、公式ではルーマニアのシモナ・アマナールが最初の成功者となっている。腰痛の影響から国内選考会でふるわず、2008年北京オリンピックのロシア代表から落選。2009年10月の世界選手権までは現役続行を表明していたが、同年7月に体操競技からの引退を公式に表明した。